# What a Time to Be Alive (Tom Walker)
What a Time to Be Alive è il primo album in studio del cantautore britannico Tom Walker, pubblicato il 1º marzo 2019.

## Tracce
1. Angels – 3:29
2. Leave a Light On – 3:05
3. Not Giving In – 3:48
4. How Can You Sleep at Night? – 3:36
5. Now You're Gone (featuring Zara Larsson) – 3:32
6. My Way – 3:56
7. Blessings – 3:17
8. Cry Out – 3:25
9. Dominoes – 4:03
10. Fade Away – 4:43
11. Just You and I (acoustic) – 3:18
12. The Show – 4:49
13. Walk Alone (Rudimental featuring Tom Walker) – 3:25